# Rio Arinișul Mare
O Rio Arinişul Mare é um rio da Romênia afluente do rio Hurdugaşu Mare, localizado no distrito de Harghita.